# Alcimius
Alcimius (354 – ?) római költő
Élete, munkássága teljesen ismeretlen. Művei néhány rövid költemény kivételével elvesztek. Egyik négysorosa:
Tündér szem, csupa csáb, ezernyi bűbáj,
s még százannyi beszédes, égi szépség!
Benne trónol a Vágy, a Csintalan Flört,
s ott ül legközepén az Élvezet már!